# Ranschburg Jenő
Ranschburg Jenő (Budapest, 1935. december 19. – Budapest, 2011. március 10.) magyar pszichológus, a pszichológiai tudományok kandidátusa.

## Életpályája
Budapesten Ranschburg Zoltán és Jónap Piroska gyermekeként született.
Budapesten a Madách Imre Gimnáziumban érettségizett. 1961-ben végzett a Gyógypedagógiai Tanárképző Főiskolán, majd 1964-ben az ELTE bölcsészkarának pszichológia–magyar szakán. 1961–1963 között előbb Velencén, majd Budapesten dolgozott gyógypedagógus tanárként. 
1963–1965 között az MTA Pszichológiai Intézetének tudományos munkatársa volt. 1965–1977 között az ELTE BTK pszichológiai tanszékének adjunktusa, majd docense volt. 1977-től az MTA Pszichológiai Intézetének osztályvezetőjeként dolgozott. 1977–1997 között tudományos osztályvezető volt az MTA Pszichológiai Intézetében. 2002–2011 között főiskolai tanárként dolgozott a Szolnoki Főiskolán. 2007–2011 között professor emeritus volt a Károly Róbert Főiskola (Gyöngyös) Gazdaság- és Társadalomtudományi Karának Humántudományi Tanszékén.

## Magánélete
1966-ban kötött házasságot, felesége Farkas Zsuzsanna gyógypedagógiai tanár. 3 gyermekük született (Vera: 1967, Edit: 1970, Zoltán: 1985).

## Munkássága
Fiatalon – majd később is – írt gyermekverseket, kritikusai szerint kiváló költő volt. Versei a Piros tinta című antológiában és a Gyerekségek című önálló kötetben jelentek meg.
Becsaptak mind, meghalt a nagypapám!
Hisz sír mindenki, mint a vízözön
És rám szólnak, hogy újra nagy a szám
Mert ehhez aztán végképp nincs közöm!
Becsaptak mind, meghalt a nagypapám…
Elmondom neki, majd ha visszajön!

## Társadalmi tevékenysége
- A Magyar Pszichológiai Társaság főtitkára (1975–1980)
- Magyar Pszichológiai Szemle rovatvezetője (1975–1985)
- MTA Pszichológiai Bizottság tagja (1976–1996)

### Társasági tagságai
- 1997-ig tagja volt a Nemzetközi Pszichológiai Társaságnak, a Nemzetközi Fejlődéslélektani Társaságnak és a Magyar Pszichológiai Társaságnak.
- 1992–1996 között az Országos Gyermekvédő Liga elnöke volt, majd haláláig tiszteletbeli elnöke.

## Tudományos fokozata
- A pszichológiai tudományok kandidátusa (1972)

## Kitüntetései, díjai
- Ifjúsági díj (1984)
- Pro Scola Urbis (2002)
- A Magyar Köztársasági Érdemrend tisztikeresztje (2005) – A családja 2016-ban visszaadta.
- Budapest díszpolgára (2006)
- Prima Primissima díj (2009)
- Radnóti Miklós antirasszista díj (2010)
- Hazám-díj (2010)

## Emlékezete
- 2022 óta nevét őrzi az 541691 Ranschburg kisbolygó.[4]

## Művei

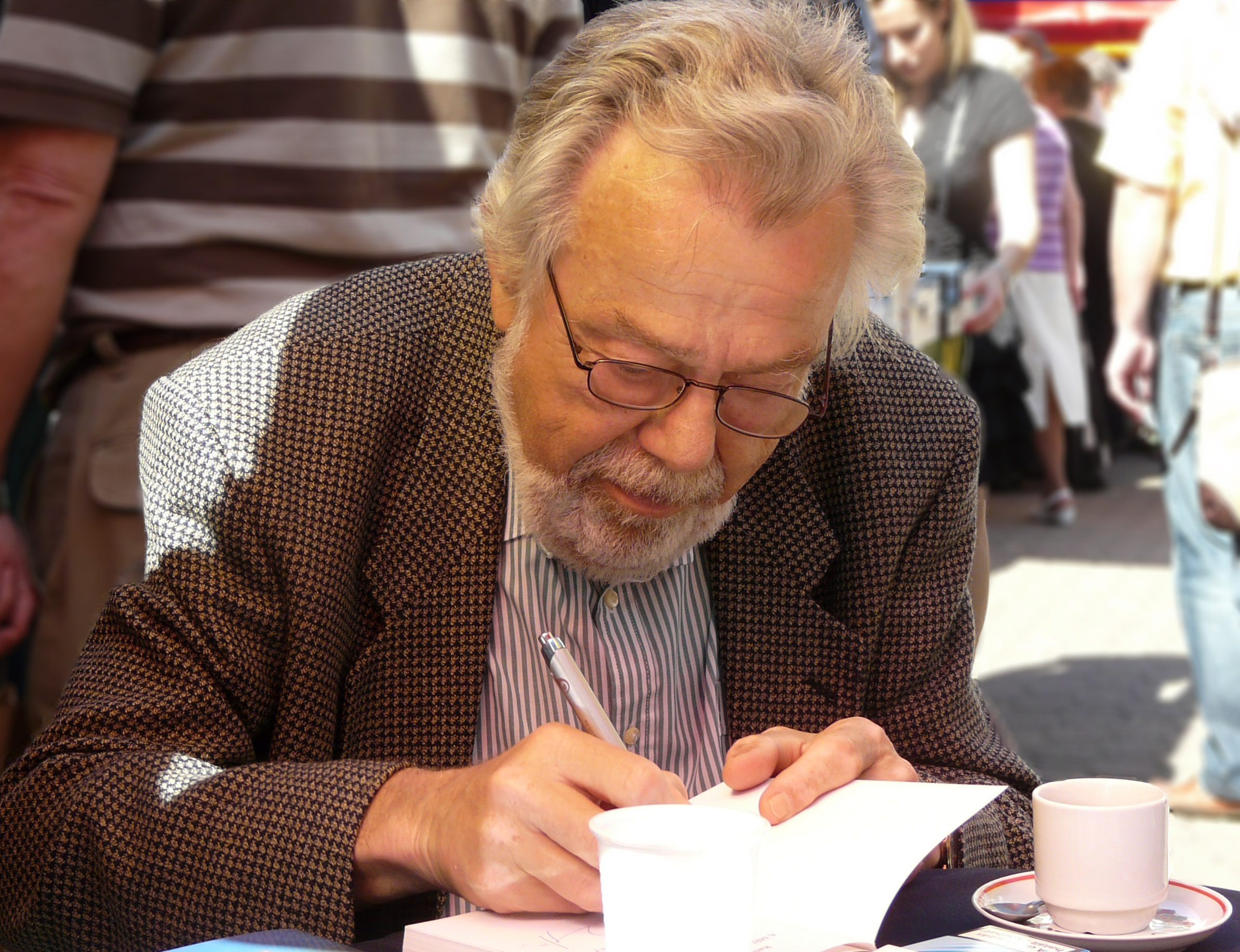
Ranschburg Jenő dedikál az Ünnepi Könyvhéten. Budapest, 2010. június

- Félelem, harag, agresszió; Tankönyvkiadó, Bp., 1973 (Pszichológia nevelőknek)
- Félelem, harag, agresszió; 2. bőv. kiad.; Tankönyvkiadó, Bp., 1975 (Pszichológia nevelőknek)
- Családi kör; RTV-Minerva, Bp., 1977 (Minerva családi könyvek)
- Ranschburg Jenő–Popper Péter: Személyiségünk titkai. A televízió Hogy nálam különb legyen… sorozata; RTV-Minerva, Bp., 1978
- Frică, supărare, agresivitate (Félelem, harag, agresszió); románra ford.: Tiberiu Kulcsár (Kulcsár Tibor); Didactică și Pedagogică, Bukarest, 1979
- Szülők lesznek. A családi nevelés pszichológiája az iskoláskorig; Gondolat, Bp., 1979
- Lęk, gniew, agresja (Félelem, harag, agresszió); lengyelre ford. Magdalena Schweinitz-Kulisiewicz; Szkolne i Pedagogiczne, Varsó, 1980
- Strach, hnev, agresivita (Félelem, harag, agresszió); szlovákra ford. Zuzana Horkovics-Kovátsová; SPN, Pozsony, 1982 (Rodičom o výchove detí)
- Ranschburg Jenő–Popper Péter: Szekreti licsnosztyi (Személyiségünk titkai); oroszra ford. N. M. Kurjonna, I. F. Kurjonnij; Pedagogika, Moszkva, 1983
- Szeretet, erkölcs, autonómia; Gondolat, Bp., 1984
- A nő és a férfi; Typofot Gmk, Bp., 1988
- Tehetséggondozás az iskolában. Pedagógiai és pszichológiai tanulmányok a tehetséges tanulók felismeréséről és képzéséről; szerk. Ranschburg Jenő; Tankönyvkiadó, Bp., 1989
- Az óvodáskor magatartási és személyiség-problémái; BAZ Megyei Pedagógiai Intézet, Miskolc, 1991 (Pedagógiai füzetek. Borsod-Abaúj-Zemplén Megyei Pedagógiai Intézet)
- Gyerekségek; Magvető, Bp., 1996
- A nő és a férfi; Tankönyvkiadó, Bp., 1996 (Pszichológia és pedagógia nevelőknek)
- Az érzelem és a jellem lélektanából. Fejlődéslélektani tanulmányok; OKKER, Bp., 1998
- Pszichológiai rendellenességek gyermekkorban; Nemzeti Tankönyvkiadó, Bp., 1998
- A világ megismerése óvodáskorban;OKKER, Bp., 2002
- Jellem és jellemtelenség; Saxum, Bp., 2002 (Az élet dolgai)
- Az én… és a másik. A személyiség és a társas kapcsolatok fejlődése óvodáskorban; OKKER, Bp., 2003
- Szülők lettünk. Az élet első hat éve; 3. átd. kiad.; Saxum, Bp., 2003 (Az élet dolgai)
- Egymást keresik; átdolg., bőv. kiad.; Saxum, Bp., 2003 (Az élet dolgai)
- Feldmár András–Popper Péter–Ranschburg Jenő: Végzet, sors, szabad akarat; Saxum–InfoMed, Bp., 2004 (Az élet dolgai)
- Gepárd-kölykök. Gyermekismeret; Urbis, Bp., 2004 (Mesterek mesterei)
- Feldmár András–Popper Péter–Ranschburg Jenő: Végzet, sors, szabad akarat; Saxum–InfoMed, Bp., 2004 (Az élet dolgai)
- Popper Péter–Ranschburg Jenő–Vekerdy Tamás: Sorsdöntő találkozások: szülők és gyermekek; Saxum–Affarone Kft., Bp., 2005 (Az élet dolgai)
- Áldás vagy átok? Gyerekek a képernyő előtt; Saxum, Bp., 2006 (Az élet dolgai)
- Üze-netek. Pszichológiai tanácsadás neten; Urbis, Bp., 2006
- A meghitt erőszak; Saxum, Bp., 2006
- Rögök az úton. Egyén és család, pszichológiai írások; Saxum, Bp., 2007
- Szülők könyve. A fogantatástól az iskolakezdésig; Saxum, Bp., 2007
- Pándy Mária–Ranschburg Jenő–Popper Péter: Láthatatlan ellenségek. Gyávaság, gyűlölet, erőszak; Saxum–Affarone, Bp., 2007 (Az élet dolgai)
- Szülők lettünk. Az élet első hat éve; 5. átd. kiad.; Saxum, Bp., 2007 (Az élet dolgai)
- Nyugtalan gyerekek. Hiperaktivitás és agresszió a serdülőkorban; Saxum, Bp., 2009 (Az élet dolgai)
- Mi szülők  rontottuk el…? Ranschburg Jenő válaszol; Saxum, Bp., 2009 (Kérdések és válaszok)
- Szülők kis könyve; Saxum, Bp., 2009 (Az élet dolgai)
- Popper Péter–Ranschburg Jenő–Vekerdy Tamás: Az erőszak sodrásában; Saxum, Bp., 2009 (Az élet dolgai)
- Ranschburg Jenő–Lux Elvira–Cziegler Orsolya: Unokáink is látják őket. Nagyszülők a 21. században; Saxum, Bp., 2010 (Az élet dolgai)
- Gyerekségek; Móra, Bp., 2010
- A mélységből kiáltok. Depresszió, öngyilkosság és a kábítószer a serdülőkorban; Saxum, Bp., 2010 (Az élet dolgai)
- Kis gyerek… kis gond? Levelezés óvodáskorú gyermekek szüleivel. Ranschburg Jenő válaszol; Saxum, Bp., 2010 (Kérdések és válaszok)
- Iskolás a gyerekem. Levelezés iskolás korú gyerekek szüleivel. Ranschburg Jenő válaszol; Saxum, Bp., 2011 (Kérdések és válaszok)
- Nők és férfiak; Saxum, Bp., 2011 (Ranschburg Jenő művei)
- Érzelmek iskolája; Saxum, Bp., 2011 (Ranschburg Jenő művei)
- Az én… és a másik. A személyiség és a társas kapcsolatok fejlődése óvodáskorban; Saxum, Bp., 2011 (Az élet dolgai)
- A serdülés gyötrelmei. Már nem gyerek, még nem felnőtt. Levelezés kamaszkorú gyerekek szüleivel. Dr. Ranschburg Jenő válaszol; Saxum, Bp., 2011 (Kérdések és válaszok)
- Óvodások; Saxum, Bp., 2012 (Ranschburg Jenő művei)
- Én és a többiek… Kapcsolatok kisgyermekkortól a serdülőkorig. Ranschburg Jenő válaszol; Saxum, Bp., 2012 (Kérdések és válaszok)
- Családi kör; Saxum, Bp., 2012 (Az élet dolgai)
- Eltévedt gyerekek; Saxum, Bp., 2012 (Ranschburg Jenő művei)
- Jövőnk titka: a gyerek… Zseni? okos? különleges?; többekkel; Saxum, Bp., 2012 (Az élet dolgai)
- Pszichológiai rendellenességek gyermekkorban; Saxum, Bp., 2012
- Szegény nők, szegény férfiak; Saxum, Bp., 2012 (Az élet dolgai)
- Beszélgetések nem csak gyerekekről Ranschburg Jenővel és Vekerdy Tamással; riporter Révai Gábor; 2. bőv. kiad.; Saxum, Bp., 2013
- Erkölcs és jellem; Saxum, Bp., 2013 (Ranschburg Jenő művei)
- A serdülőkor; Saxum, Bp., 2013 (Ranschburg Jenő művei)
- Személyiségünk titkai; Saxum, Bp., 2014 (Ranschburg Jenő művei)
- Szeretet, erkölcs, autonómia; Saxum, Bp., 2014 (Az élet dolgai)
- A világ megismerése óvodáskorban; Saxum, Bp., 2014 (Az élet dolgai)
- Szülők könyve. A fogantatástól az iskolakezdésig; 2. bőv. kiad.; Saxum, Bp., 2014 (Ranschburg Jenő művei)

## További művei
- Szülők könyve 3CD (hangoskönyv, 2008)
- Gyerekségek (hangoskönyv, 2008)
- Öröm, fájdalom, tabu (Mesterkurzus, 2006) – Boldogság és keserűség a szexben
- Felcserélt szerepek (Mesterkurzus, 2007) – Nagyszerű nők, gyönyörű férfiak
- Család és gyermek (Pszinapszis, 2008)
- Szegény nők, szegény férfiak (szimpozion, 2009)
- Lelkünk rajta (Pszinapszis, 2009)
- Családi boldogság, családi pokol? (Mesterkurzus, 2009)